# 獅子座83

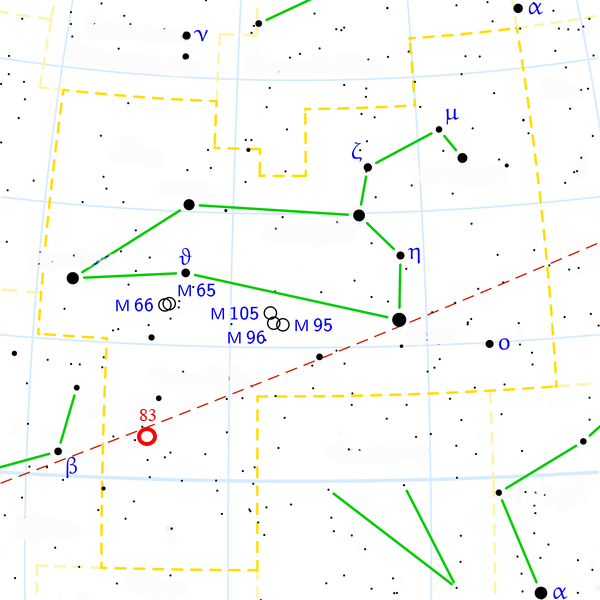
獅子座83

獅子座83（83 Leonis），又名BD+03 2502，HD 99491、SAO 118864、HR 4414，是獅子座的一組聯星，视星等为6.5，位于銀經259.28，銀緯58.52，其B1900.0坐标为赤經11h 21m 41.6s，赤緯+3° 58.52′ 29″。獅子座83距離地球約58光年，主星是橙色次巨星，伴星是橙矮星。這兩顆恆星距離至少515天文單位，並且表面溫度都低於太陽。
2005年時在該系統的伴星發現一顆太陽系外行星，2010年在伴星旁發現第二顆行星。

## 恆星系統
主星獅子座83A是一顆視星等6等的恆星，必須以雙筒望遠鏡觀測。主星屬於次巨星，代表核心中的氫熔合已經停止，並即將形成紅巨星。
伴星獅子座83B是一顆質量較太陽低（太陽的88%），且表面溫度低於太陽的恆星。主星與伴星的自行相同，因此確認兩者在物理上是相關的。主星和伴星的投影距離是515天文單位，但實際距離可能遠大於此。
華盛頓雙星目錄中另外有列入一顆14.4等的成員星，但它的自行是不同的方向，因此實際上該恆星並非獅子座83系統成員星。

## 行星系統
系外行星獅子座83Bb於2005年1月由利克－卡內基系外行星巡天團隊以徑向速度法發現。該行星質量下限少於土星質量的一半，它距離母恆星相當近，軌道週期17日。
2010年發現第二顆行星獅子座83Bc。
| 成員 (依恆星距離) | 质量               | 半長軸 (AU)       | 轨道周期 (天)  | 離心率      | 傾角 | 半径 |
| ----------------- | ------------------ | ----------------- | -------------- | ----------- | ---- | ---- |
| b                 | ≥ 0.087 ± 0.006 MJ | 0.12186 ± 0.00002 | 17.054 ± 0.003 | 0.13 ± 0.07 | —    | —    |
| c (未确认)        | ≥ 0.36 ± 0.06 MJ   | 5.4 ± 0.5         | 4970 ± 744     | 0.1 ± 0.2   |      |      |

## 外部連結
- . SolStation.   [2008-06-20]. （原始内容存档于2008-07-25）.
- . The Extrasolar Planets Encyclopaedia.   [2008-06-20]. （原始内容存档于2008-06-01）.